# Hauptbahnhof

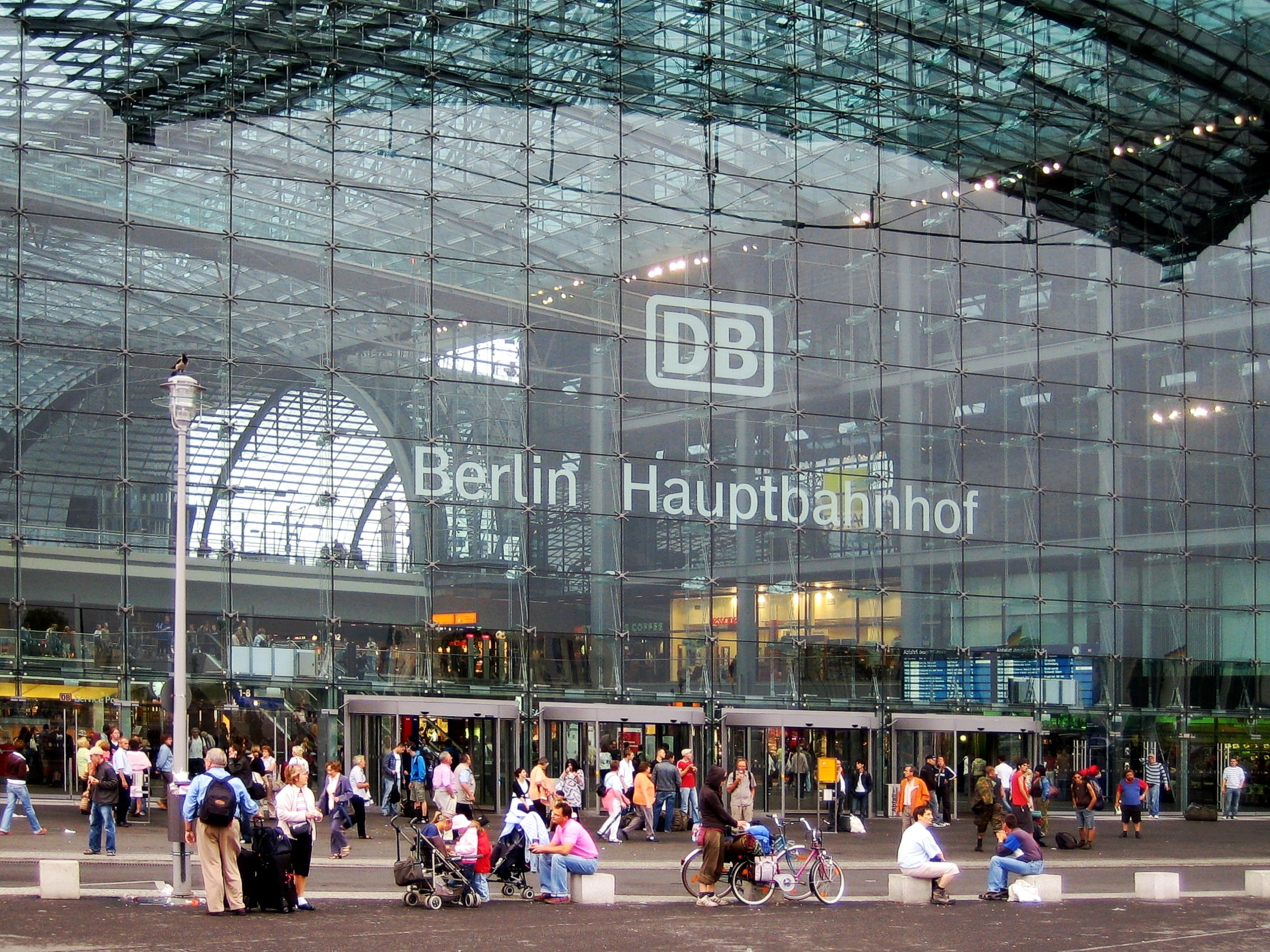
Eingang von Berlin Hauptbahnhof

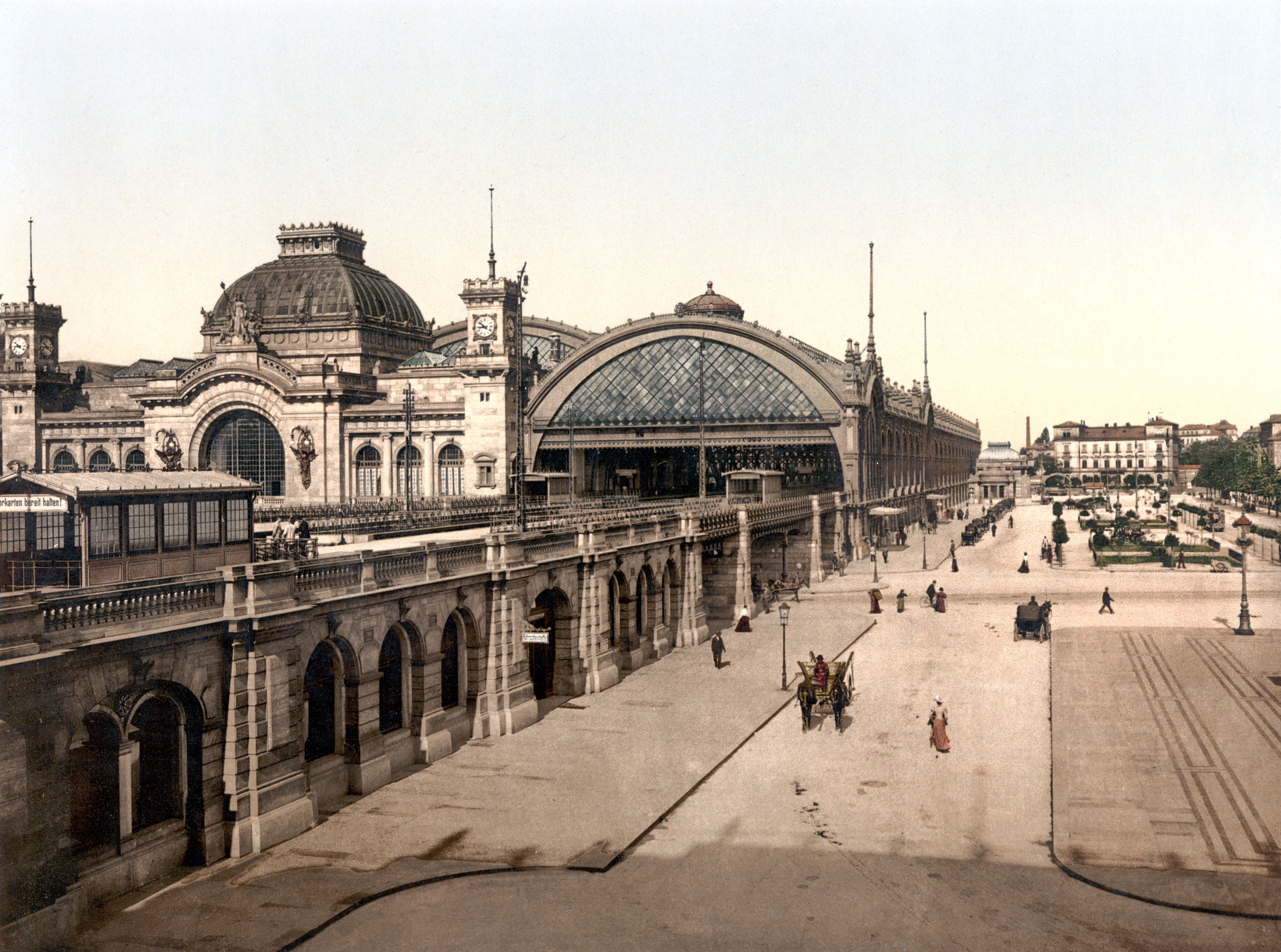
Dresden Hauptbahnhof um 1900

Hauptbahnhof (abgekürzt in Deutschland und Österreich Hbf, in der Schweiz HB) bezeichnet in vielen Orten des deutschsprachigen Raumes üblicherweise den wichtigsten von mehreren Personenbahnhöfen der jeweiligen Stadt.
In mehreren nicht-deutschsprachigen Ländern, wie zum Beispiel in Italien, den Niederlanden oder Tschechien, werden dafür Begriffe ähnlicher Bedeutung verwendet, während es in anderen Ländern – wie Frankreich, Spanien oder Rumänien – nicht üblich ist, einen bestimmten Bahnhof als den zentralen oder wichtigsten Bahnhof der Stadt zu bezeichnen. Im 19. Jahrhundert war auch in Deutschland für den wichtigsten Bahnhof einer Großstadt der Begriff Centralbahnhof geläufig, was um die Wende zum 20. Jahrhundert durch Hauptbahnhof ersetzt wurde.
In einigen Städten gab es auch eine Hauptgüterbahnhof genannte Station für den Güterverkehr.

## Deutschland

### Geschichte

#### Die ersten Centralbahnhöfe

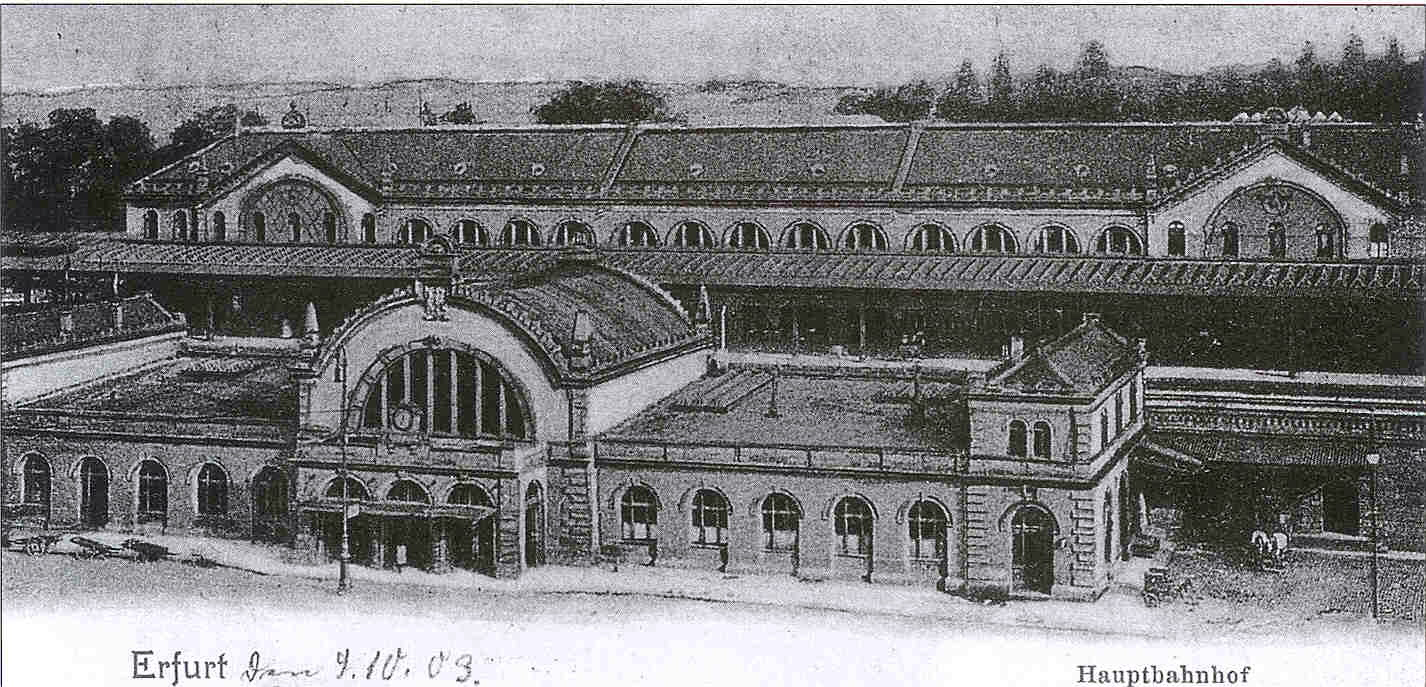
Erfurt Hauptbahnhof, 1903.

In den ersten Jahren der Eisenbahn wurden die großen Städte in verschiedene Richtungen oft von unterschiedlichen Bahngesellschaften erschlossen, die jeweils eigene Bahnhöfe in der Stadt besaßen. Diese Stationen hießen üblicherweise nach den Gesellschaften oder Richtungen. Die Anbindung einer Stadt über mehrere Bahnhöfe hatte jedoch spürbare betriebliche Nachteile und war auch aus Fahrgastsicht nicht optimal. Dieser Nachteil wurde umso spürbarer, nachdem die meisten großen privaten Bahnen in das Eigentum der deutschen Staaten übergegangen waren. In vielen Städten wurden vor allem im letzten Viertel des 19. Jahrhunderts die alten Personenbahnhöfe durch einen großen, zentralen Bahnhof ersetzt. Für diesen war zunächst überwiegend die Bezeichnung Centralbahnhof gebräuchlich, bevor sich von den 1890er Jahren an der Begriff Hauptbahnhof durchsetzte. 1905 trugen fast alle früher Centralbahnhof (nach der Orthographischen Konferenz von 1901 mit „Z“ geschrieben) genannten Stationen in Deutschland den Zusatz Hauptbahnhof, nur der Zentralbahnhof im mecklenburgischen Rostock wurde erst 1910 in Rostock Hauptbahnhof umbenannt.
In den ersten Jahrzehnten des 20. Jahrhunderts wurden in weiteren Städten die alten verteilten Bahnhöfe durch einen gemeinsamen Hauptbahnhof ersetzt, wie etwa Wiesbaden Hauptbahnhof (1904–1906), Darmstadt Hauptbahnhof (1907–1912) und Leipzig Hauptbahnhof (1909–1915).

#### Zwischen den Weltkriegen

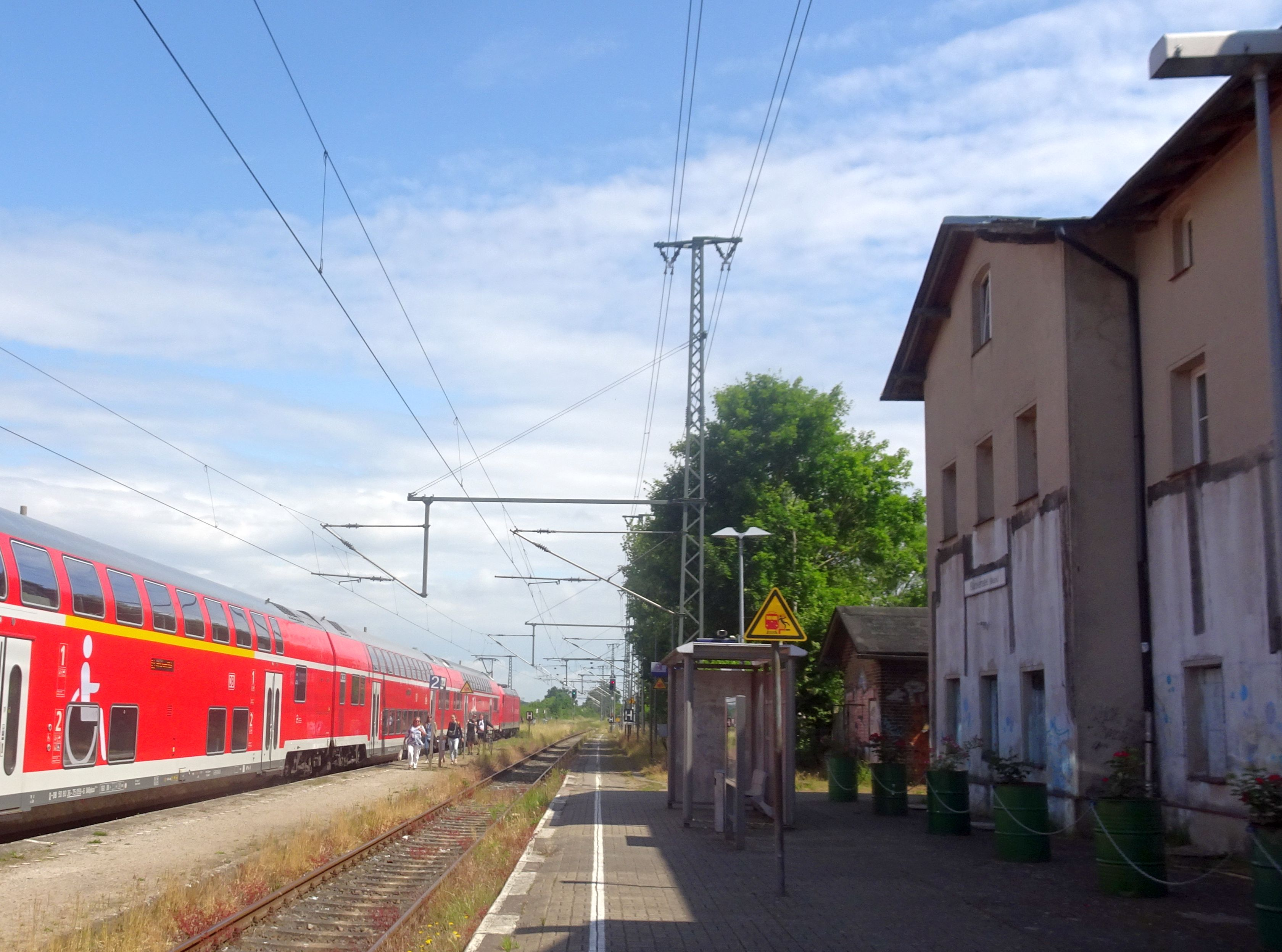
Der Bahnhof im Dorf Blankensee hieß ab 1941 einige Jahre Blankensee (Meckl) Hbf.

Später erhielten auch eine Reihe von Stationen in kleineren Orten den Namenszusatz Hauptbahnhof, etwa Bottrop (1933), Döbeln (ebenfalls 1933) oder Deggendorf (1941). Auch in einigen Kleinstädten, die nur von privaten Bahngesellschaften erschlossen wurden, wurde seit Anfang der 1930er Jahre der zentrale Bahnhof Hauptbahnhof genannt. Dazu zählten etwa Neuruppin oder Ziesar.
In vielen Orten, die sowohl von staatlichen als auch von privaten Bahngesellschaften bedient wurden, trug seit den 1920er Jahren der Staatsbahnhof den Zusatz Rb für Reichsbahn (zuvor Stsbf, Staatsbahnhof) und der Bahnhof der Privatbahn meist einen auf diese Gesellschaft bezogenen Namen. Wenn die Privatbahn nach Verstaatlichung in die Reichsbahn überging, war diese Unterscheidung obsolet geworden. In mehreren Fällen erhielt dann der ursprüngliche Reichsbahnhof den Zusatz Hbf. Bereits 1941 wurde die Mecklenburgische Friedrich-Wilhelm-Eisenbahn-Gesellschaft verstaatlicht. Daraufhin erhielten die Bahnhöfe Neustrelitz Rb und Blankensee (Meckl) Rb die Namen Neustrelitz Hbf und Blankensee (Meckl) Hbf; die früheren Privatbahnstationen hießen dann Neustrelitz Süd und Blankensee Ost. Ähnlich wurde nach 1945 in der Sowjetischen Besatzungszone verfahren, als die verbliebenen Privatbahnen in der Reichsbahn aufgingen. Aus Brandenburg Rb wurde Brandenburg Hbf, der zuvor separate benachbarte Privatbahnhof Brandenburg Neustadt wurde in den Hauptbahnhof einbezogen. Auch andere Stationen wie Lübben oder Thale erhielten den Hbf-Zusatz. Ein Teil der Hbf-Zusätze in kleineren Orten entfiel in den späteren Jahrzehnten wieder, nachdem andere Stationen im Stadtgebiet geschlossen wurden.

#### Nach 1945
Der Bahnhof in Halle (Saale) erhielt 1951 den Zusatz Hbf, zuvor hieß er in Fahrplänen nur Halle (Saale), bahnintern Halle (Saale) Pbf (Personenbahnhof). In einigen Städten wurden in den 1950er und 1960er Jahren neue oder erheblich umgebaute Bahnhöfe Hauptbahnhof genannt, unter anderen der neue Bahnhof in Emden. Potsdam erhielt seinen Hauptbahnhof am Berliner Außenring, nachdem die direkte Verbindung nach Berlin durch die deutsche Teilung unterbrochen wurde. Nach dem Mauerfall verlor die Station an Bedeutung und dient als Bahnhof Potsdam Pirschheide nur noch regionalen Aufgaben.
In der Bundesrepublik erhielten einige Stationen wie etwa in Gevelsberg (1969) oder Mülheim (Ruhr) (1974) den entsprechenden Namenszusatz. Einige Hauptbahnhöfe wie Braunschweig Hauptbahnhof, Heidelberg Hauptbahnhof oder Kempten (Allgäu) Hauptbahnhof wurden aus städtebaulichen und betrieblichen Gründen an andere Orte verlegt.
In der DDR wurde 1987 der Berliner Ostbahnhof in Hauptbahnhof umbenannt, obwohl er im Vergleich zum Bahnhof Berlin-Lichtenberg weit weniger Aufgaben im überregionalen Personenverkehr erfüllte. Mit der Neugestaltung der Berliner Bahnanlagen seit der deutschen Wiedervereinigung ging im Jahr 2006 der neue Berliner Hauptbahnhof in zentraler Lage am Schnittpunkt der Fernstrecken in Ost-West- und Nord-Süd-Richtung in Betrieb.
Auch in den Folgejahren erhielten mehrere Bahnhöfe den Zusatz Hauptbahnhof. Die bisher letzten derartigen Benennungen waren:
- seit 10. Dezember 2016 die von Lutherstadt Wittenberg und Aalen,
- seit 10. Dezember 2018 die von Cottbus und Korbach,
- seit 9. Dezember 2019 die von Hamm, Bernburg, Merseburg, Stendal und Wernigerode.
- seit 15. Dezember 2024 die in Eisenach und Halberstadt.

### Schreibweisen, Kurzschreibung Hbf

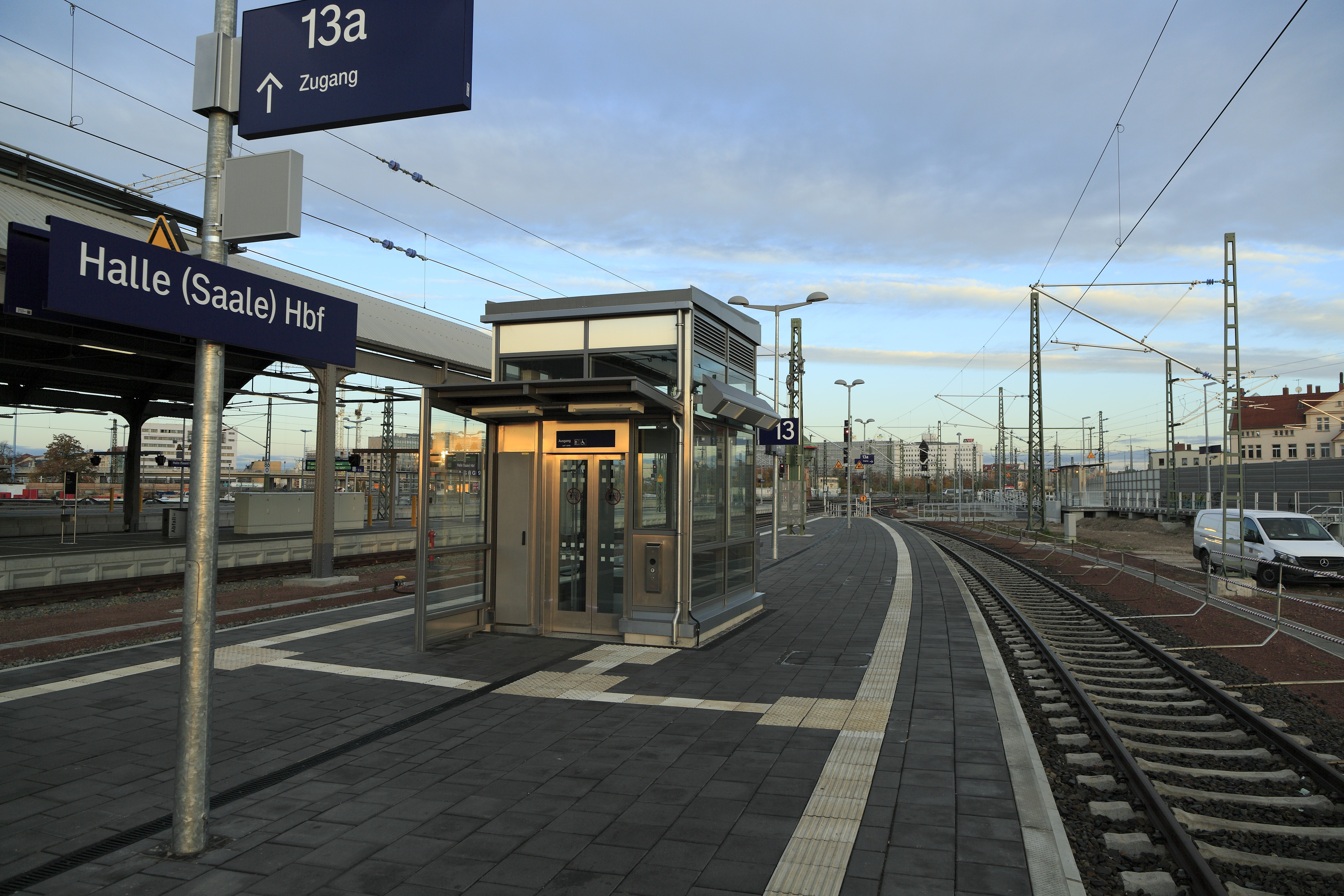
Bahnsteigschild in Halle (Saale) Hbf.

Mit der Vereinheitlichung der Bahnhofsnamen nach dem Ersten Weltkrieg wurde grundsätzlich sowohl in Stationsverzeichnissen, ebenfalls in Kursbüchern und internen Fahrplänen, als auch auf Bahnsteigschildern die Kurzschreibung Hbf verwendet. Diese Praxis gilt auch in der Gegenwart sowohl für die Bezeichnung der Verkehrsstationen durch DB InfraGO (ehemals DB Station und Service) als auch für die netztechnische Betriebsstellenbezeichnung von DB InfraGO (ehemals DB Netz). Nur Berlin Hauptbahnhof wird offiziell in der ausgeschriebenen Variante benannt.

### Heutige Situation
Nach Angaben der Deutschen Bahn werden von 5.400 im Personenverkehr bedienten Stationen in Deutschland 134 als „Hauptbahnhof“ bezeichnet (Stand 2024). Da die Benennung nach der Gesamtbedeutung für den Personenverkehr erfolgt, liegt der Hauptbahnhof einer Stadt nicht zwangsweise in deren Zentrum. Existiert in einem solchen Fall ein weiterer Bahnhof im Stadtzentrum, so kann dessen zentrale Lage durch einen Namenszusatz wie „Mitte“, „Ort“, „Stadt“, oder „Stadtmitte“ betont werden, so beispielsweise in Ludwigshafen am Rhein.

### Superlative
- Hamburg Hauptbahnhof ist laut der Deutschen Bahn mit täglich 550.000 Reisenden und Besuchern der meistfrequentierte Personenbahnhof in Deutschland.[9]
- Der von der Gleisanzahl her größte Hauptbahnhof Deutschlands ist München Hauptbahnhof mit 32 oberirdischen Gleisen sowie unterirdisch 2 Gleisen für die S-Bahn.

- Der von der Gleisanzahl her größte Durchgangsbahnhof Europas ist Nürnberg Hauptbahnhof mit 25 Gleisen (davon 21 mit Bahnsteigkanten).

- Der flächenmäßig größte Hauptbahnhof Deutschlands ist der Leipziger Hauptbahnhof mit einer Fläche von 85.000 Quadratmetern.
- Die kleinste Gemeinde in Deutschland mit einem Hauptbahnhof ist das in Bayern liegende Berchtesgaden. Bei den anderen Bundesländern handelt es sich um Bad Friedrichshall (Baden-Württemberg), Eberswalde (Brandenburg), Bremerhaven (Bremen), Korbach (Hessen), Neustrelitz (Mecklenburg-Vorpommern), Emden (Niedersachsen), Gevelsberg (Nordrhein-Westfalen), Boppard (Rheinland-Pfalz), Saarlouis (Saarland), Döbeln (Sachsen), Thale (Sachsen-Anhalt), Lübeck (Schleswig-Holstein) und Sonneberg (Thüringen).
- Gevelsberg Hauptbahnhof wird nur durch zwei stündliche S-Bahn-Linien bedient, Lörrach Hauptbahnhof durch zwei Linien der trinationalen S-Bahn Basel.
- Die von der Einwohnerzahl größte Stadt Deutschlands ohne Hbf ist Leverkusen, gefolgt von Göttingen. In Leverkusen heißt die wichtigste Station Leverkusen Mitte. Der Bahnhof Göttingen ist der einzige im Stadtgebiet und hat keine weiteren Namenszusätze. Größer als Göttingen ist die Stadt Herne. In der Kernstadt Herne gibt es keinen Hauptbahnhof, nur im 1975 eingemeindeten Stadtteil Wanne mit Wanne-Eickel Hauptbahnhof.

### Besonderheiten
- Rheydt Hbf und Wanne-Eickel Hbf sind die einzigen beiden Hauptbahnhöfe Deutschlands, die den Namen von Orten tragen, die mittlerweile in eine andere Stadt eingemeindet wurden: Rheydt nach Mönchengladbach und Wanne-Eickel nach Herne. In Mönchengladbach gibt es außerdem Mönchengladbach Hbf, sodass in dieser Stadt zwei „Hauptbahnhof“ genannte Stationen existieren. Wanne-Eickel Hbf ist die einzige Hauptbahnhof genannte Station auf dem Gebiet der Stadt Herne; der Bahnhof in der Innenstadt heißt nur Herne. 2025 soll Wanne-Eickel Hbf in Herne-Wanne-Eickel Hbf umbenannt werden.[10][11]
- Die Stadt Barmen vereinigte sich 1929 mit Elberfeld und fünf kleineren Städten zur Stadt Wuppertal. Der zuvor Barmen Hbf genannte Bahnhof heißt seitdem  Wuppertal-Barmen, ohne den Zusatz Hbf. Über 62 Jahre später, am 31. Mai 1992, wurde wiederum der Elberfelder Bahnhof in Wuppertal Hbf umbenannt.[12]
- Berlin hatte fast 150 Jahre lang keinen Hauptbahnhof, sondern bis Ende des Zweiten Weltkriegs eine Reihe von Kopfbahnhöfen und die Fernbahnhöfe an der Stadtbahn. Die Deutsche Reichsbahn in der DDR benannte 1987 den Ostbahnhof in  „Hauptbahnhof“ um, 1998 wurde er wieder in „Ostbahnhof“ zurückbenannt. Die Deutsche Bahn entschied sich, den 2006 eröffneten Neubau an der Stelle des ehemaligen Lehrter Bahnhofs als „Berlin Hauptbahnhof“ zu bezeichnen.
- In einzelnen größeren Städten wie z. B. Leverkusen oder Friedrichshafen gibt es keinen Hauptbahnhof; dort wird der wichtigste Bahnhof Mitte, Stadt oder ähnlich genannt.
- In mehreren Städten liegt der „Hauptbahnhof“  genannte Bahnhof außerhalb der zentralen Bebauung des Ortes:
  - Bingen (Rhein) Hauptbahnhof befindet sich im Stadtteil Bingerbrück.
  - Wittlich Hauptbahnhof liegt im Stadtteil Wengerohr.
  - Der ehemalige Hauptbahnhof von Solingen wurde 2006 geschlossen und der (seit jeher bedeutendere) Bahnhof in Solingen-Ohligs zum neuen Hauptbahnhof erklärt. Dieser liegt allerdings einige Kilometer abseits des eigentlichen Stadtzentrums.
  - Bis 1993 lag der Hauptbahnhof von Potsdam südwestlich weit außerhalb der Stadt am Berliner Außenring. Nach dem Mauerfall verlor dieser stark an Bedeutung und wurde in Potsdam Pirschheide umbenannt. Seit 1999 trägt der innenstadtnähere frühere Bahnhof Potsdam Stadt den Namen „Hauptbahnhof“.
- In Kassel erfuhr der Kasseler Hauptbahnhof durch den Neubau des Fernbahnhofs Wilhelmshöhe einen enormen Bedeutungsverlust. Der Hauptbahnhof wird heute ausschließlich von Regionalzügen angefahren, während der Fernverkehr über den Bahnhof Kassel-Wilhelmshöhe läuft.
- Im Dezember 2020 wurde Lindau Hauptbahnhof in Lindau-Insel umbenannt; einer der Fälle, in denen der Zusatz „Hauptbahnhof“ ersetzt wurde. Der Fernverkehr wird nun überwiegend im Bahnhof Lindau-Reutin abgewickelt.
- In Ludwigshafen am Rhein hat der dortige Hauptbahnhof nach Eröffnung des Bahnhofs Ludwigshafen (Rhein) Mitte seine Funktion als Verkehrsknotenpunkt der Stadt verloren, da einige Regional-Express-Züge zwar im Bahnhof Mitte halten, jedoch nicht mehr im Hauptbahnhof.
- Berchtesgaden Hauptbahnhof, Eberswalde Hauptbahnhof und Wittlich Hauptbahnhof sind durch sukzessive Stilllegung der anderen Stationen heute jeweils der einzige Bahnhof im Gemeindegebiet, führen aber weiterhin die Bezeichnung „Hauptbahnhof“. In Saarlouis gibt es keine weiteren Stationen.
- Aus betrieblicher Sicht ist Gevelsberg Hauptbahnhof in der Stadt Gevelsberg seit 1984 nur ein Haltepunkt. Seit 2021 ist auch Mülheim (Ruhr) Hauptbahnhof nur noch ein solcher.
- Der Regionalverkehrsknoten Frankfurt-Höchst wurde vom 15. Mai 1927 bis zur Eingemeindung Höchsts nach Frankfurt am Main am 1. April 1928 als Höchst (Main) Hauptbahnhof bezeichnet.
- Der Bahnhof Essen-Steele Ost hieß von 1926 bis 1950 Steele Hbf. Regionalzüge fuhren von diesem Knotenpunkt in vier verschiedene Richtungen (Essen, Bochum, Wuppertal über Langenberg, Wuppertal/Hagen über Hattingen). Weitere Namen waren u. a. Königsteele, Steele, Steele Nord und Essen-Steele.

### „Hauptbahnhof“ als inoffizielle Bezeichnung
Einzelne Bahnhöfe werden im lokalen Sprachgebrauch auch als „Hauptbahnhof“  bezeichnet, auch wenn sie offiziell nicht diesen Namen tragen. Auf den Empfangsgebäuden der Bahnhöfe in Cottbus und Eisenach wurde der Schriftzug „Hauptbahnhof“ bereits mehrere Jahre vor der offiziellen Benennung der Stationen angebracht. Umgangssprachlich werden mehrere weitere Bahnhöfe, etwa Schifferstadt oder dem Marburg (Lahn) als Hauptbahnhof bezeichnet. Zum Bahnhof Bad Sulza führt die Straße „Am Hauptbahnhof“. Die Bus- bzw. Straßenbahnhaltestellen am Bahnhof Bad Ems bzw. am Bahnhof Gotha heißen ebenfalls „Hauptbahnhof“.

### Baden-Württemberg
| Name                    | von           | bis       | Bemerkungen                     |
| ----------------------- | ------------- | --------- | ------------------------------- |
| Aalen Hbf               | 2016          | –         |                                 |
| Bad Friedrichshall Hbf  | 2014          | −         |                                 |
| Freiburg (Breisgau) Hbf | vor 1897      | −         |                                 |
| Freudenstadt Hbf        |               | −         |                                 |
| Heidelberg Hbf          | vor 1897 1934 | 1911 1955 | alter Bahnhof, 1955 aufgelassen |
| Heidelberg Hbf          | 1955          | –         |                                 |
| Heilbronn Hbf           | vor 1905      | −         |                                 |
| Karlsruhe Hbf           | vor 1897      | 1913      | alter Bahnhof, 1913 aufgelassen |
| Karlsruhe Hbf           | 1913          | –         |                                 |
| Laupheim Hbf            | 1904          | 1939      | heute Laupheim West             |
| Lörrach Hbf             | 2009          | –         |                                 |
| Mannheim Hbf            | vor 1897      | –         |                                 |
| Maulbronn Hbf           | 1914          | 1939      | heute Maulbronn West            |
| Neuenbürg (Württ) Hbf   | 1932          | 1939      | heute Neuenbürg (Württ)         |
| Öhringen Hbf            | 2008          | –         |                                 |
| Pforzheim Hbf           |               | –         |                                 |
| Reutlingen Hbf          |               | –         |                                 |
| Riegel Hbf              | vor 1905      |           | heute Riegel-Malterdingen       |
| Sinsheim (Elsenz) Hbf   | 2010          | –         |                                 |
| Stuttgart Hbf           | vor 1897      | 1922      | alter Bahnhof, 1922 aufgelassen |
| Stuttgart Hbf           | 1922          | –         |                                 |
| Tübingen Hbf            |               | –         |                                 |
| Ulm Hbf                 | 1911          | –         |                                 |
| Weinheim (Bergstr) Hbf  | 2018          | –         |                                 |

### Bayern
| Name                 | von  | bis  | Bemerkungen                              |
| -------------------- | ---- | ---- | ---------------------------------------- |
| Aschaffenburg Hbf    |      | –    |                                          |
| Augsburg Hbf         |      | –    |                                          |
| Bayreuth Hbf         |      | –    |                                          |
| Berchtesgaden Hbf    | 1913 | –    |                                          |
| Deggendorf Hbf       | 1941 | –    |                                          |
| Fürth (Bay) Hbf      |      | –    |                                          |
| Hof Hbf              |      | –    |                                          |
| Ingolstadt Hbf       | 1904 | –    | zuvor Ingolstadt Centralbahnhof          |
| Kempten (Allgäu) Hbf |      | 1969 | alter Kopfbahnhof, 1969 aufgelassen      |
| Kempten (Allgäu) Hbf | 1969 | –    | neuer Durchgangsbahnhof                  |
| Landshut (Bay) Hbf   |      | –    |                                          |
| Lindau Hbf           | 1936 | 2020 | heute Lindau-Insel                       |
| Miltenberg Hbf       | 1906 | 1977 | ab 1977 Güterbahnhof, 2005 aufgelassen   |
| München Hbf          | 1904 | –    | zuvor ab 1876 München Centralbahnhof     |
| Nürnberg Hbf         | 1904 | –    | zuvor Nürnberg Centralbahnhof            |
| Passau Hbf           |      | –    |                                          |
| Regensburg Hbf       |      | –    |                                          |
| Schweinfurt Hbf      | 1904 | –    | zuvor ab 1893 Schweinfurt Centralbahnhof |
| Würzburg Hbf         |      | –    |                                          |

### Berlin
| Name                           | von  | bis  | Bemerkungen |
| ------------------------------ | ---- | ---- | --- |
| Berlin Hauptbahnhof            | 2006 | –    | Neubau im Bereich des früheren Lehrter Bahnhofs und des Lehrter Stadtbahnhofs |
| Berlin Hbf                     | 1987 | 1998 | vorher Berlin Frankfurter Bahnhof, Berlin Schlesischer Bahnhof, Berlin Ostbahnhof seit 1998 wieder Berlin Ostbahnhof                                                                      |
| Spandau Hbf                    | 1911 | 1936 | vorher Spandau Hamburger Bf, Spandau, nachher Berlin-Spandau, ab 1997/98 als Berlin-Stresow reiner S-Bahnhof, der heutige Bahnhof Berlin-Spandau ist ein Neubau von 1998 in anderer Lage. |
| Hauptbahnhof der Parkeisenbahn | 1990 | –    | vorher Pionierpark „Ernst Thälmann“ |

### Brandenburg
1. Brandenburg Hbf (nach 1945)
2. Cottbus Hbf (seit 2018)
3. Eberswalde Hbf
4. Lübben Hbf
5. Neuruppin Hbf (Name von 1930 bis in die 1960er Jahre, danach nur Neuruppin, ab 2000 durch den Haltepunkt Neuruppin West ersetzt)
6. Potsdam Hbf (1961–1993), heute Potsdam Pirschheide
7. Potsdam Hbf (seit 1999), zuvor Potsdam Stadt
8. Ziesar Hbf (etwa 1930 bis in die 1960er Jahre)

### Bremen
| Name            | von      | bis | Bemerkungen                                                                 |
| --------------- | -------- | --- | --------------------------------------------------------------------------- |
| Bremen Hbf      | vor 1897 | –   | zuvor ab 1889 Bremen Centralbahnhof                                         |
| Bremerhaven Hbf | 1947     | –   | zuvor ab 1914 Bf Geestemünde-Bremerhaven, ab 1925 Bf Wesermünde-Bremerhaven |

### Hamburg
| Name                                 | von       | bis       | Bemerkungen                     |
| ------------------------------------ | --------- | --------- | ------------------------------- |
| Altona Hbf                           | vor 1897  | 1898      | alter Bahnhof, 1898 aufgelassen |
| Altona Hbf                           | 1898      | 1938      | heute Hamburg-Altona            |
| Hamburg Hbf                          | 1906      | –         |                                 |
| Harburg Hbf Harburg-Wilhelmsburg Hbf | 1897 1927 | 1927 1938 | heute Hamburg-Harburg           |

### Hessen
| Name                 | von      | bis  | Bemerkungen                                              |
| -------------------- | -------- | ---- | -------------------------------------------------------- |
| Darmstadt Hbf        | 1902     | 1912 | Main-Neckar-Bahnhof und Ludwigsbahnhof, 1912 aufgelassen |
| Darmstadt Hbf        | 1912     | –    |                                                          |
| Frankfurt (Main) Hbf | vor 1897 | –    | zuvor ab 1888 Frankfurt Centralbahnhof                   |
| Hanau Hbf            | 1927     | –    |                                                          |
| Höchst (Main) Hbf    | 1927     | 1928 | heute Frankfurt-Höchst                                   |
| Kassel Hbf           |          | –    |                                                          |
| Korbach Hbf          | 2018     | –    |                                                          |
| Offenbach (Main) Hbf |          | –    |                                                          |
| Wiesbaden Hbf        | 1928     | –    |                                                          |

### Mecklenburg-Vorpommern
| Name                   | von          | bis  | Bemerkungen                                                                                                 |
| ---------------------- | ------------ | ---- | --- |
| Blankensee (Meckl) Hbf | 1941         | 1951 | vorher Blankensee i. Meckl. Staatsbf., Blankensee (Meckl) Reichsb., heute: Blankensee (Meckl)               |
| Neustrelitz Hbf        | 1941         | –    | vorher Neustrelitz, Neustrelitz Staatsbf., Neustrelitz Reichsb                                              |
| Rostock Hbf            | 1910         | –    | vorher: Rostock Lloyd-Bahnhof, Rostock Zentralbahnhof, in den 1930er und 1940er Jahren Seestadt Rostock Hbf |
| Schwerin Hbf           | 1930er Jahre | –    | vorher Schwerin, Schwerin (Meckl), bis in die 1990er Jahre Schwerin (Meckl) Hbf                             |
| Stralsund Hbf          | 2010         | –    | vorher Stralsund                                                                                            |

### Niedersachsen
1. Braunschweig Hbf
2. Emden Hbf
3. Hannover Hbf
4. Hildesheim Hbf
5. Oldenburg (Oldb) Hbf
6. Osnabrück Hbf
7. Wilhelmshaven Hbf (bis 2011), heute Wilhelmshaven
8. Wolfsburg Hbf

### Nordrhein-Westfalen
1. Aachen Hbf
2. Bielefeld Hbf, betrieblich geteilt in Bielefeld Hbf Pbf und Bielefeld Hbf Vorbf
3. Barmen Hbf (bis 1929), heute Wuppertal-Barmen
4. Bochum Hbf (bis 1949)
5. Bochum Hbf (seit 1957)
6. Bonn Hbf
7. Bottrop Hbf (seit 1933)
8. Castrop-Rauxel Hbf
9. Dortmund Hbf
10. Duisburg Hbf
11. Düsseldorf Hbf (1891–1936)
12. Düsseldorf Hbf (seit 1936)
13. Eschweiler Hbf (seit 1911)
14. Essen Hbf
15. Gelsenkirchen Hbf
16. Gevelsberg Hbf (seit 1968)
17. Gütersloh Hbf
18. Hagen Hbf
19. Hamm (Westf) Hbf (seit 2019), zuvor Hamm (Westf) Pbf
20. Köln Hbf
21. Krefeld Hbf
22. Lünen Hbf
23. Minden (Westf) Hbf (1905), heute Minden (Westf)[28]
24. Mönchengladbach Hbf (seit 1927)
25. Mülheim (Ruhr) Hbf (seit 1974), zuvor Mülheim (Ruhr) Stadt, davor Mülheim (Ruhr)-Eppinghofen
26. Münster (Westf) Hbf, betrieblich geteilt in Münster (Westf) Pbf und Münster (Westf) Gbf
27. Neuss Hbf (seit 1988)
28. Oberhausen Hbf
29. Paderborn Hbf
30. Recklinghausen Hbf
31. Remscheid Hbf (seit 1914)
32. Rheydt Hbf
33. Siegen Hbf
34. Solingen Hbf (1913–2006)
35. Solingen Hbf (seit 2006), zuvor Solingen-Ohligs
36. Steele Hbf (1926–1950), heute Essen-Steele Ost
37. Stolberg (Rheinl) Hbf
38. Velbert Hbf (bis 1999)
39. Wanne-Eickel Hbf
40. Witten Hbf
41. Wuppertal Hbf (seit 1992, vorher Bahnhof Wuppertal-Elberfeld)

### Rheinland-Pfalz
1. Bingen (Rhein) Hbf (seit 1993)
2. Boppard Hbf (seit 2001)
3. Frankenthal Hbf
4. Kaiserslautern Hbf
5. Koblenz Hbf
6. Landau (Pfalz) Hbf
7. Ludwigshafen (Rhein) Hbf
8. Mainz Hbf
9. Neustadt (Weinstraße) Hbf
10. Pirmasens Hbf (seit 1928)
11. Speyer Hbf
12. Trier Hbf
13. Wittlich Hbf in Wengerohr (seit 1987)
14. Worms Hbf
15. Zweibrücken Hbf (seit 1941)

### Saarland
1. Homburg (Saar) Hbf
2. Neunkirchen (Saar) Hbf
3. Saarbrücken Hbf
4. Saarlouis Hbf

### Sachsen
1. Chemnitz Hbf
2. Döbeln Hbf
3. Dresden Hbf
4. Leipzig Hbf
5. Zwickau (Sachs) Hbf
6. Hauptbahnhof an der Gläsernen Manufaktur (seit 2010), zuvor Am Straßburger Platz, Dresdner Parkeisenbahn

### Sachsen-Anhalt
1. Bernburg Hbf (seit 15. Dezember 2019)
2. Dessau Hbf
3. Elbingerode Hbf
4. Halberstadt Hauptbahnhof (seit 15. Dezember 2024)
5. Halle (Saale) Hbf
6. Magdeburg Hbf
7. Merseburg Hbf (seit 15. Dezember 2019)
8. Naumburg (Saale) Hbf
9. Stendal Hbf (seit 15. Dezember 2019)
10. Thale Hbf
11. Wernigerode Hbf (seit 2018)
12. Lutherstadt Wittenberg Hbf

### Schleswig-Holstein
1. Kiel Hbf
2. Lübeck Hbf

### Thüringen
1. Altenburg (Thür) Hbf (1942–1953), heute Altenburg
2. Arnstadt Hbf
3. Eisenach Hbf[29]
4. Erfurt Hbf, betrieblich geteilt in Erfurt Pbf und Erfurt Gbf
5. Gera Hbf
6. Gotha Hbf (1905), heute Gotha[30]
7. Salzungen Hbf (1905), heute Bad Salzungen[31]
8. Sonneberg (Thür) Hbf
9. Weimar Hbf, historisch bahnamtlich und aktuell weiterhin innerstädtisch Hauptbahnhof
10. Ferienland Hauptbahnhof, Ferienlandeisenbahn Crispendorf

## Österreich

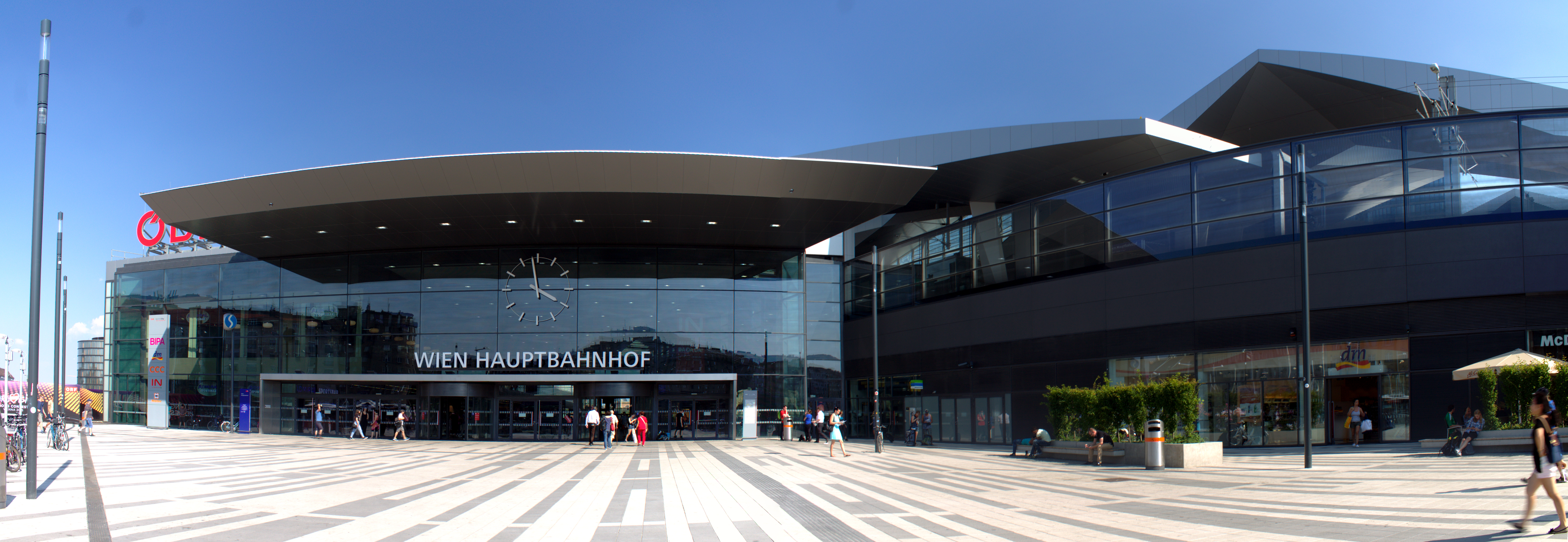
Der nördliche Eingang des Wiener Hauptbahnhofs

In Österreich gibt es in zwölf Städten einen Hauptbahnhof:
1. Graz Hauptbahnhof
2. Innsbruck Hauptbahnhof
3. Klagenfurt Hauptbahnhof
4. Leoben Hauptbahnhof
5. Linz Hauptbahnhof
6. Salzburg Hauptbahnhof
7. St. Pölten Hauptbahnhof
8. Villach Hauptbahnhof
9. Wels Hauptbahnhof
10. Wien Hauptbahnhof
11. Wiener Neustadt Hauptbahnhof
12. Wörgl Hauptbahnhof

Wien Hauptbahnhof ist der jüngste österreichische Hauptbahnhof, er ist seit dem 13. Dezember 2015 in Vollbetrieb. Die Stadt Wien erhielt damit zum ersten Mal in der Geschichte der Stadt einen Hauptbahnhof.

### Deutsche Reichsbahn im Anschlussgebiet
In den Kursbüchern der Deutschen Reichsbahn von 1939 bis 1944 wurden folgende Bahnhöfe (meist zur Unterscheidung vom Lokalbahnhof) als „Hauptbahnhof“ bezeichnet:
1. Bregenz ab 5. Mai 1941
2. Bruck an der Leitha
3. Gänserndorf bis 2. Juli 1944
4. Gmünd (Niederösterreich)
5. Gmunden
6. Graz
7. Innsbruck
8. Jenbach
9. Kapfenberg
10. Klagenfurt
11. Komotau
12. Laa
13. Linz
14. Mistelbach
15. Neunkirchen N.Ö. bis 2. Juli 1944
16. Salzburg
17. Sankt Pölten
18. Sankt Veit an der Glan ab 6. Oktober 1941
19. Villach
20. Waidhofen an der Ybbs
21. Wels
22. Wiener Neustadt

## Schweiz

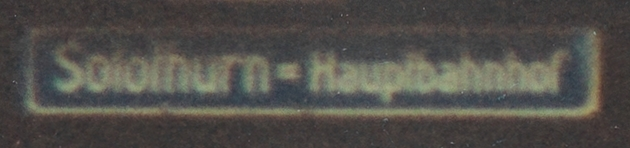
„Solothurn-Hauptbahnhof“ (ca. 1970)

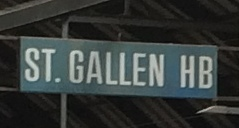
„St. Gallen HB“ (2018)

In der Schweiz wird seit den Nullerjahren nur noch der Bahnhof von Zürich von den Schweizerischen Bundesbahnen (SBB) offiziell als Hauptbahnhof bezeichnet; ansonsten tragen alle bisherigen Hauptbahnhöfe einfach nur noch den Namen der Stadt. Ferner bezeichnet das Bundesamt für Verkehr in seiner Dienststellendokumentation (Didok) im Stadtverkehr die Haltestelle an den Bahnhöfen Bern, Rorschach, Solothurn und Winterthur mit Hauptbahnhof. Auch der Bahnhof Lausanne hieß einmal Gare centrale.
In der Deutschschweiz wird Hauptbahnhof mit HB abgekürzt.
Der Bahnhof Basel SBB stellt mit dem angegliederten Bahnhof Basel SNCF den Hauptbahnhof der Stadt Basel dar, wenngleich Hauptbahnhof weder von den SBB noch vom Bundesamt für Verkehr im Stadtverkehr benutzt wird. Der Name Basel Centralbahnhof, den er seit seiner Entstehung im Jahre 1860 bis zur Übernahme durch die SBB im Jahr 1902 trug, ist auf die erbauende Bahngesellschaft, die Schweizerische Centralbahn, zurückzuführen.

## Belarus
1. Baranowitschi Zentralny (Baranowicze Centralne, Баранавічы Цэнтральныя)
2. Brest Zentralny (Brest-Centralny, Брест-Центральный)
3. Wolkowysk Zentralny (Wołkowysk Centralny, Ваўкавыск Цэнтральныя)

## Belgien

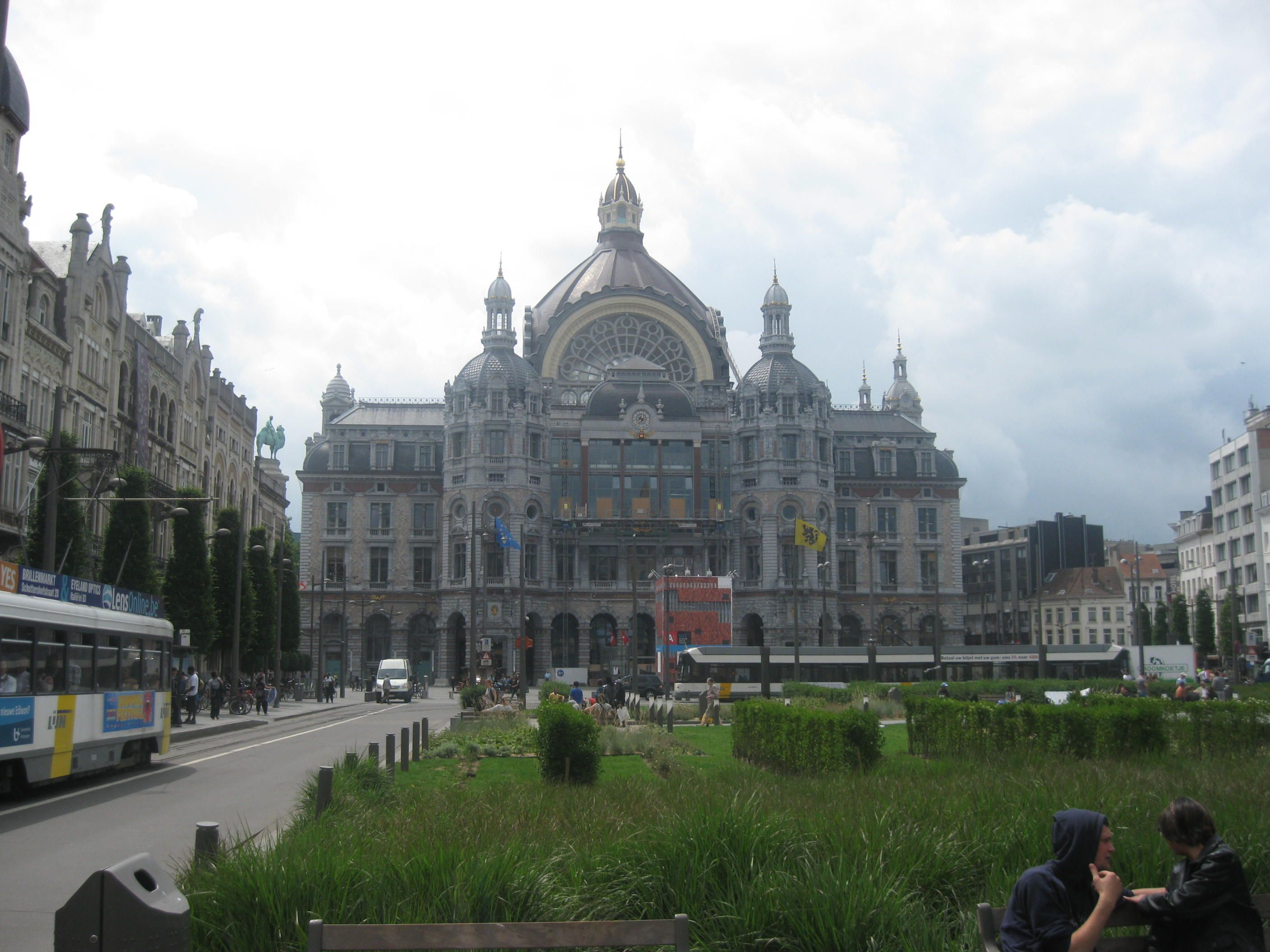
Antwerpen-Centraal

1. Antwerpen-Centraal
2. Brüssel-Central/Centraal
3. Charleroi-Central
4. Verviers-Central

## Bulgarien
1. Burgas (Централна гара Бургас)
2. Plovdiv (Централна гара Пловдив)
3. Sofia (Централна гара София)

## Dänemark
Die Hauptbahnhöfe haben in Dänemark den Zusatz „H“:
1. Aarhus Hovedbanegård (Aarhus H)
2. Københavns Hovedbanegård (København H)

Ehemalig:
1. Haderslev H (1943–1968)
2. Nyborg H (bis 1972)
3. Rønne H (bis zur Schließung)
4. Skive H (1927 bis 1972)
5. Sønderborg H (bis 1972)
6. Tønder H (bis 1972)

## Finnland
1. Helsinki Hauptbahnhof (Helsingin päärautatieasema)
2. Turku Hauptbahnhof (Turun päärautatieasema)

## Frankreich
In Frankreich heißen die Haltestellen des Stadtverkehrs an den meisten größeren Bahnhöfen Gare centrale, zu Deutsch Zentralbahnhof.

### Elsass-Lothringen
Die Reichseisenbahnen in Elsaß-Lothringen bezeichneten den Bahnhof von Straßburg Ende des 19. Jahrhunderts als Centralbahnhof und ab spätestens 1905 als Hauptbahnhof.
Im Kursbuch der Deutschen Reichsbahn wurden für Elsass-Lothringen 1941 die Bahnhöfe von Kolmar, Metz, Mülhausen, Saargemünd (1943 und 1944) und Straßburg als Hauptbahnhof bezeichnet.

## Italien
Der Namenszusatz „Centrale“ bedeutet „Hauptbahnhof“:
1. Agrigento Centrale
2. Bari Centrale
3. Barletta Centrale (FNB)
4. Bologna Centrale
5. Caltanissetta Centrale
6. Catania Centrale
7. Gorizia Centrale
8. La Spezia Centrale
9. Lamezia Terme Centrale
10. Livorno Centrale
11. Messina Centrale
12. Milano Centrale
13. Napoli Centrale
14. Palermo Centrale
15. Pescara Centrale
16. Pisa Centrale
17. Potenza Centrale
18. Prato Centrale
19. Reggio Calabria Centrale
20. Rimini Centrale
21. Tarvisio Centrale (geschlossen)
22. Torre Annunziata Centrale
23. Treviglio (bekannt als Treviglio Centrale)
24. Treviso Centrale
25. Trieste Centrale

## Kroatien
1. Zagreb Glavni kolodvor (Zagreb Hauptbahnhof)

## Niederlande
1. Amersfoort Centraal (seit dem 15. Dezember 2019)
2. Amsterdam Centraal
3. Arnhem Centraal (seit dem 19. November 2015)
4. Den Haag Centraal
5. Eindhoven Centraal (seit dem 15. Dezember 2019)
6. Leiden Centraal (seit 1997)
7. Rotterdam Centraal
8. Utrecht Centraal

## Norwegen
1. Oslo Sentralstasjon
2. Trondheim sentralstasjon

## Polen
Folgende Bahnhöfe werden in Polen als „Główn -a, -e, -y“ (Hauptbahnhof, Abkürzung: „Gł.“) bezeichnet. Es wird die jeweilige Jahreszahl angegeben, seitdem der Bahnhof als Hauptbahnhof bezeichnet wird. Einige hatten zeitweise den Zusatz „Osobow -y, -a“ („Personenverkehr“).
1. Bielsko-Biała Główna (ab 1956; 1943–1945 Bielitz Hauptbahnhof)
2. Bydgoszcz Główna (ab 1946; 1942–1945 Bromberg Hauptbahnhof)
3. Gdańsk Główny (ab 1945; 1900–1945 Danzig Hauptbahnhof; 1896–1900 Danzig Zentralbahnhof)
4. Gdynia Główna (Osobowa; ab 1966)
5. Iława Główna (ab 1948; 1941–1945 Deutsch Eylau Hauptbahnhof)
6. Kłodzko Główne (ab 1948; 1901–1945 Glatz Hauptbahnhof)
7. Kraków Główny (Osobowy; ab 1918; 1939–1945 Krakau Hauptbahnhof)
8. Lublin Główny (ab 2019)
9. Łowicz Główny (ab 1951)
10. Olsztyn Główny (ab 1946; 1936–1945 Allenstein Hauptbahnhof)
11. Opole Główne (ab 1946; 1936–1945 Oppeln Hauptbahnhof)
12. Piła Główna (ab 1968; bis 1945 Schneidemühl)
13. Podkowa Leśna Główna (1929–1942, ab 1945; 1943–1945 Podkowa Lesna Mitte)
14. Poznań Główny (Osobowy; ab 1946; 1879–1900 Posen Central Bahnhof, 1939–1945 Posen Hauptbahnhof)
15. Przemyśl Główny (ab 1946; 1941–1944 Przemysl Hauptbahnhof)
16. Radom Główny (ab 2021)
17. Rzeszów Główny (ab 2008)
18. Sosnowiec Główny (ab 1951)
19. Szczecin Główny (ab 1945; 1927–1945 Stettin Hauptbahnhof)
20. Świdnica Główna (1945–1948; 1916–1945 Schweidnitz Hauptbahnhof)
21. Świnoujście Główne (1946–1948; 1910–1945 Swinemünde Hauptbahnhof)
22. Toruń Główny (ab 1938; 1901–1909, 1916–1920, 1939–1945 Thorn Hauptbahnhof)
23. Wałbrzych Główny (ab 1949; 1934–1945 Waldenburg-Dittersbach)
24. Warszawa Centralna (ab 1967/1975)
25. Warszawa Główna (Osobowa; ab 1946, 1998 geschlossen, 2021 wiedereröffnet)
26. Wrocław Główny (Osobowy; ab 1945; 1884–1900 Breslau Central-Bahnhof, 1901–1945 Breslau Hauptbahnhof)
27. Zielona Góra Główna (1946–1947, ab 2018; bis 1945 Grünberg (Schlesien))

## Russland
1. Jaroslawl-Glawny (Ярославль-Главный)
2. Nowosibirsk-Glawny (Новосибирск-Главный)
3. Rostow-Glawny (Ростов-Главный)

## Schweden
Die Hauptbahnhöfe haben in Schweden den Zusatz „C“:
1. Arlanda centralstation
2. Bodens centralstation
3. Borlänge centralstation
4. Borås centralstation
5. Fagersta centralstation
6. Falköpings centralstation
7. Falun centralstation
8. Gävle centralstation
9. Göteborgs centralstation
10. Halmstads centralstation
11. Helsingborgs centralstation
12. Hässleholms centralstation
13. Jönköpings centralstation
14. Kalmar centralstation
15. Karlskrona centralstation
16. Karlstads centralstation
17. Kiruna centralstation
18. Kristianstads centralstation
19. Linköpings centralstation
20. Lunds centralstation
21. Malmö centralstation
22. Norrköpings centralstation
23. Nässjö centralstation
24. Skövde centralstation
25. Stockholms centralstation
26. Sundsvalls centralstation
27. Söderhamns centralstation (1886–1997)
28. Trollhättans centralstation
29. Uddevalla centralstation
30. Umeå centralstation
31. Uppsala centralstation
32. Västerås centralstation
33. Örebro centralstation
34. Örnsköldsviks centralstation
35. Östersunds centralstation

## Slowakei
1. Bratislava hlavná stanica (Bratislava Hauptbahnhof)

## Slowenien
1. Laibach Hbf um 1914[38] bis 1939[39]
2. Marburg (Drau) Hbf[40] ab 6. Oktober 1941

## Tschechien

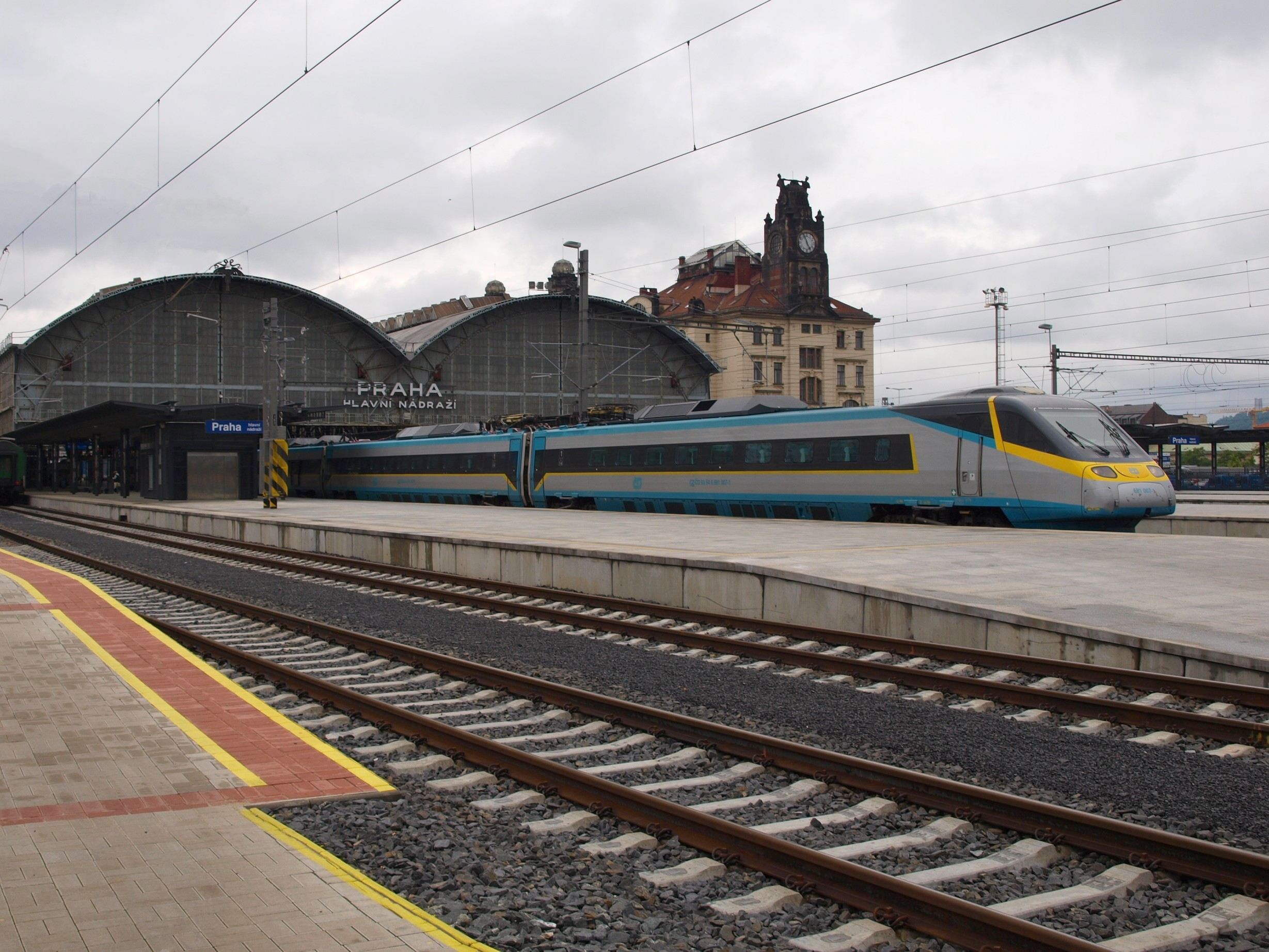
Praha hlavní nádraží (Prag Hauptbahnhof)

Im Tschechischen bedeutet „hlavní nádraží“ (abgekürzt „hl.n.“) Hauptbahnhof:
1. Brno hlavní nádraží (Brünn)
2. Česká Lípa hlavní nádraží (Böhmisch Leipa)
3. Děčín hlavní nádraží (Tetschen)
4. Hradec Králové hlavní nádraží (Königgrätz)
5. Karviná hlavní nádraží (Karwin)
6. Kutná Hora hlavní nádraží (Kuttenberg)
7. Mladá Boleslav hlavní nádraží (Jungbunzlau)
8. Nymburk hlavní nádraží (Nimburg)
9. Olomouc hlavní nádraží (Olmütz)
10. Ostrava hlavní nádraží (Ostrau)
11. Pardubice hlavní nádraží (Pardubitz)
12. Plzeň hlavní nádraží (Pilsen)
13. Praha hlavní nádraží (Prag)
14. Prostějov hlavní nádraží (Proßnitz)
15. Trutnov hlavní nádraží (Trautenau)
16. Ústí nad Labem hlavní nádraží (Aussig)

### Deutsche Reichsbahn im Anschlussgebiet
In den Kursbüchern der Deutschen Reichsbahn wurden von 1939 bis 1944 folgende Bahnhöfe, meist zur Unterscheidung vom Lokalbahnhof, als „Hauptbahnhof“ bezeichnet:
1. Asch (Aš),
2. Iglau (Jihlava),
3. Jungbunzlau (Mladá Boleslav),
4. Karlsbad (Karlovy Vary), ab 6. Oktober 1941
5. Mährisch-Ostrau (Ostrava), ab 5. Mai 1941
6. Marienbad (Mariánské Lázně),
7. Olmütz
8. Prag, ab 5. Mai 1941
9. Proßnitz (Prostějov).

## Ukraine
1. Dnipro-Holownyj (Дніпро-Головний)
2. Krywyj Rih-Holownyj (Кривий Ріг-Головний)
3. Odessa-Holowna (Одеса-Головна)

## Vereinigtes Königreich

### England
1. Liverpool Central
2. Lincoln Central
3. Rotherham Central

### Schottland
1. Dumbarton Central
2. Glasgow Central

### Wales
1. Cardiff Central
2. Wrexham Central

### Nordirland
1. Belfast Central

## Amerika

### Brasilien
1. Estação Central (Belo Horizonte)
2. Estação Central (Metrô de Brasília)
3. Estação Central-Chico da Silva der Metrô de Fortaleza

### Chile
1. Estación Central de Santiago ist der Hauptbahnhof der Hauptstadt Santiago de Chile.

### Kanada
1. Central (ETS), eine Nahverkehrsstation in Edmonton
2. Guelph Central Station
3. Montreal Gare Centrale
4. Pacific Central Station in Vancouver
5. Coquitlam Central Station in Vancouver (Metro und Nahverkehr)

### Kuba
1. Estación Central de Ferrocarriles (La Habana) ist der Hauptbahnhof der Hauptstadt Havanna.

### Uruguay
1. Montevideo Estación Central General Artigas war der Hauptbahnhof der Hauptstadt Montevideo.

## Asien

### Indien
1. Chennai Central (MAS)
2. Kanpur Central (CNB)
3. Mumbai Central (BCT)
4. Trivandrum Central (TVC)
5. Mangalore Central

### Israel
1. Be'er Sheva Central Railway Station
2. Haifa Central Railway Station

### Malaysia
1. Bahnhof Kuala Lumpur Sentral

### Taiwan
1. Hauptbahnhof Taipeh

### Thailand
1. Krung Thep Aphiwat Central Terminal

## Australien
1. Brisbane Central railway station
2. Gawler Central Railway Station (in Adelaide)
3. Sydney Central Railway Station (auch Sydney Terminal)
4. Wynnum Central Railway Station (in Brisbane)